# Jurong Stadium
El Jurong Stadium fue un estadio multiusos ubicado en la ciudad de Jurong, en Singapur.

## Historia
Fue construido en el año 1973 con capacidad para 8000 espectadores y era utilizado principalmente para partidos de fútbol. Fue la sede del Sinchi FC de la S.League entre 2003 y 2005; y entre 1975 y el 2000 fue la sede del Warriors FC antes de mudarse al Choa Chu Kang Stadium.
El estadio fue demolido en marzo de 2020.

## Eventos importantes
El estadio fue utilizado en la ronda final de la clasificación de AFC para la Copa Mundial de Fútbol de 1990.